# Pseudozalissa bella
Pseudozalissa bella là một loài bướm đêm trong họ Noctuidae.